# Facundo Castro
Facundo Ismael Castro Souto (Montevideo, 22 gennaio 1995) è un calciatore uruguaiano, centrocampista o ala del Palestino.

## Carriera

### Club
Ha esordito nella prima divisione uruguaiana con il Defensor Sporting nella stagione 2013-2014, disputando 4 partite.

### Nazionale
Nel 2015 ha partecipato sia al Mondiale Under-20 che al campionato sudamericano Under-20.

## Statistiche

### Presenze e reti nei club
Statistiche aggiornate al 29 gennaio 2018.
| Stagione        | Squadra         | Campionato      | Campionato | Campionato | Coppe nazionali | Coppe nazionali | Coppe nazionali | Coppe continentali | Coppe continentali | Coppe continentali | Altre coppe | Altre coppe | Altre coppe | Totale | Totale |
| Stagione        | Squadra         | Comp            | Pres       | Reti       | Comp            | Pres            | Reti            | Comp               | Pres               | Reti               | Comp        | Pres        | Reti        | Pres   | Reti   |
| --------------- | --------------- | --------------- | ---------- | ---------- | --------------- | --------------- | --------------- | ------------------ | ------------------ | ------------------ | ----------- | ----------- | ----------- | ------ | ------ |
| 2013-2014       | Def. Sporting   | PD              | 4          | 1          | -               | -               | -               | CL                 | 1                  | 0                  | -           | -           | -           | 5      | 1      |
| 2014-2015       | Def. Sporting   | PD              | 7          | 0          | -               | -               | -               | CS                 | 5                  | 1                  | -           | -           | -           | 12     | 1      |
| 2015-2016       | Def. Sporting   | PD              | 24         | 1          | -               | -               | -               | -                  | -                  | -                  | -           | -           | -           | 24     | 1      |
| 2016            | Def. Sporting   | PD              | 9          | 2          | -               | -               | -               | -                  | -                  | -                  | -           | -           | -           | 9      | 2      |
| 2017            | Def. Sporting   | PD              | 23+3       | 3          | -               | -               | -               | CS                 | 2                  | 0                  | -           | -           | -           | 28     | 3      |
| Totale carriera | Totale carriera | Totale carriera | 67+3       | 7          |                 | 0               | 0               |                    | 8                  | 1                  |             | -           | -           | 78     | 8      |

## Palmarès

### Club

#### Competizioni nazionali
- Supercopa MX: 1

Necaxa: 2018

#### Competizioni statali
- Campeonato Cearense: 1

Ceará: 2024